# Luciano Forni
Luciano Forni (Asso, 7 febbraio 1935 – San Fermo della Battaglia, 9 maggio 2020) è stato un politico italiano.

## Biografia
Proveniente da una famiglia cattolica economicamente modesta, ha svolto le professioni di maestro elementare e di direttore didattico.
Ha militato a lungo nelle file della sezione comasca della Democrazia Cristiana, ricoprendo anche la carica di segretario provinciale. Sono state numerose le cariche istituzionali ricoperte, tra cui consigliere comunale per diverse volte a Como, assessore a Como, assessore alla Provincia di Como; ha poi presieduto l'ASSL di Como.
Il 6 ottobre 1976 diventò deputato della VII legislatura della Repubblica Italiana, dopo esser stato eletto il 30 giugno a Como nelle liste della Democrazia Cristiana. Nella Camera dei Deputati fece parte della commissione sanità e firmò la legge della riforma sanitaria del 1978, che è ancora alla base del sistema sanitario italiano. Dopo il termine del mandato nel 1979, venne poi eletto senatore nell'VIII legislatura della Repubblica Italiana, sempre con la Democrazia Cristiana. Nel 1979 è stato vicepresidente della commissione sanità del Senato. È stato inoltre componente della commissione d'inchiesta sul rapimento dell'on. Moro e sul terrorismo dal 1981 al 1983. Sempre dal 1981 al 1983 è stato componente della commissione anti mafia.
Dopo lo scioglimento della Democrazia Cristiana nel 1994, ha collaborato alla fondazione del Partito Popolare Italiano e successivamente di Democrazia è Libertà - La Margherita.
È morto il 9 maggio 2020 presso l'Ospedale Sant'Anna di San Fermo della Battaglia.